# L'uomo autografo
L'uomo autografo è il secondo libro della scrittrice inglese Zadie Smith, pubblicato nel 2002. 

## Trama
Alex Li Tandem è un ragazzo inglese di origini per metà cinesi e per metà ebraiche, che vive in un quartiere periferico di Londra dove gran parte dei residenti ha almeno un avo ebreo.
A 27 anni, dopo aver combinato poco o nulla nella vita, guadagna qualcosa commerciando autografi di persone famose; una passione, quella degli autografi, nata da bambino durante uno spettacolo di wrestling e che lui è riuscito a far diventare un lavoro ben remunerato.

## Edizioni
- Zadie Smith, L'uomo autografo, traduzione di Bernardo Draghi, Oscar contemporanea, Mondadori, 2003,  p. 465, ISBN 978-88-04-58256-4.